# Elaphidion scaramuzzai
Elaphidion scaramuzzai är en skalbaggsart som beskrevs av Fisher 1951. Elaphidion scaramuzzai ingår i släktet Elaphidion och familjen långhorningar.
Artens utbredningsområde är Kuba. Inga underarter finns listade i Catalogue of Life.